# Dirka po Španiji 1979
Dirka po Španiji 1979 (špansko Vuelta a España 1979) je 34. izvedba dirke po Španiji, tritedenske moške cestne kolesarske etapne dirke. Začela se je 24. aprila v Jerezu de la Frontera in končala 13. maja v Madridu. Sodelovalo je 90 kolesarjev iz 9-ih ekip. Rumeno majico je prvič osvojil Joop Zoetemelk (Miko–Mercier–Vivagel), drugo mesto Francisco Galdós (Kas–Campagnolo), tretje pa Michel Pollentier (Splendor–Euro Soap). Modro majico je osvojil Alfons De Wolf (Lano–Boule d'Or), zeleno majico Felipe Yáñez (Novostil-Helios), rdečo majico pa Roger De Cnijf (Lano–Boule d'Or).

## Ekipe
- Colchón CR
- Kas–Campagnolo
- Lano–Boule d'Or
- Miko–Mercier–Vivagel
- Moliner–Vereco
- Novostil-Helios
- Splendor–Euro Soap
- Teka
- Transmallorca-Flavia-Gios

## Etape
| Etapa | Datum      | Štart/Cilj                                  | Razdalja | Tip     | Tip                  | Zmagovalec                  |
| ----- | ---------- | ------------------------------------------- | -------- | ------- | -------------------- | --------------------------- |
| P     | 24.. april | Jerez de la Frontera – Jerez de la Frontera | 6,3 km   |         | posamični kronometer | Joop Zoetemelk (NED)        |
| 1     | 25.. april | Jerez de la Frontera – Sevilja              | 156 km   |         |                      | Sean Kelly (IRL)            |
| 2     | 26.. april | Sevilja – Córdoba                           | 188 km   |         |                      | Alfons De Wolf (BEL)        |
| 3     | 27.. april | Córdoba – Sierra Nevada                     | 190 km   |         |                      | Felipe Yáñez (ESP)          |
| 4     | 28.. april | Granada – Puerto Lumbreras                  | 222 km   |         |                      | Roger De Cnijf (BEL)        |
| 5     | 29.. april | Puerto Lumbreras – Murcia                   | 139 km   |         |                      | Juan Argudo (ESP)           |
| 6     | 30.. april | Murcia – Alcoy                              | 171 km   |         |                      | Christian Levavasseur (FRA) |
| 7     | 1. maj     | Alcoy – Sedaví                              | 173 km   |         |                      | Alfons De Wolf (BEL)        |
| 8a    | 2. maj     | Sedaví – Benicàssim                         | 145 km   |         |                      | Sean Kelly (IRL)            |
| 8b    | 2. maj     | Benicàssim – Benicàssim                     | 11,3 km  |         | posamični kronometer | Joop Zoetemelk (NED)        |
| 9     | 3. maj     | Benicàssim – Reus                           | 193 km   |         |                      | Alfons De Wolf (BEL)        |
| 10    | 4. maj     | Reus – Zaragoza                             | 230 km   |         |                      | Noël Dejonckheere (BEL)     |
| 11    | 5. maj     | Zaragoza – Pamplona                         | 183 km   |         |                      | Noël Dejonckheere (BEL)     |
| 12    | 6. maj     | Pamplona – Logroño                          | 149 km   |         |                      | Frans Van Vlierberghe (BEL) |
| 13    | 7. maj     | Haro – Peña Cabarga                         | 180 km   |         |                      | Ángel López del Álamo (ESP) |
| 14    | 8. maj     | Torrelavega – Gijón                         | 178 km   |         |                      | Bernardo Alfonsel (ESP)     |
| 15    | 9. maj     | Gijón – León                                | 156 km   |         |                      | Lucien Van Impe (BEL)       |
| 16a   | 10. maj    | León – Valladolid                           | 134 km   |         |                      | Adri van Houwelingen (NED)  |
| 16b   | 10. maj    | Valladolid – Valladolid                     | 22 km    |         | posamični kronometer | Alfons De Wolf (BEL)        |
| 17    | 11. maj    | Valladolid – Ávila                          | 204 km   |         |                      | Francisco Albelda (ESP)     |
| 18a   | 12. maj    | Ávila – Colmenar Viejo                      | 155 km   |         |                      | Miguel María Lasa (ESP)     |
| 18b   | 12. maj    | Colmenar Viejo – Azuqueca de Henares        | 104 km   |         |                      | Cees Bal (NED)              |
| 19    | 13. maj    | Madrid – Madrid                             | 84 km    |         |                      | Alfons De Wolf (BEL)        |
|       | Skupaj     | Skupaj                                      | 3373 km  | 3373 km | 3373 km              | 3373 km                     |

## Končna razvrstitev
| Legenda | Legenda                                    | Legenda | Legenda                          |
| ------- | ------------------------------------------ | ------- | -------------------------------- |
|         | Predstavlja vodilnega v skupnem seštevku   |         | Predstavlja vodilnega po točkah  |
|         | Predstavlja vodilnega v gorski razvrstitvi |         | Predstavlja vodilnega v šprintih |

### Rumena majica
| Poz. | Kolesar              | Ekipa                     | Čas         |
| ---- | -------------------- | ------------------------- | ----------- |
| 1    | Joop Zoetemelk       | Miko–Mercier–Vivagel      | 94h 57' 03" |
| 2    | Francisco Galdós     | Kas–Campagnolo            | + 2' 43"    |
| 3    | Michel Pollentier    | Splendor–Euro Soap        | + 3' 21"    |
| 4    | Faustino Rupérez     | Moliner–Vereco            | + 5' 51"    |
| 5    | Lucien Van Impe      | Kas–Campagnolo            | + 6' 30"    |
| 6    | Pedro Torres         | Transmallorca-Flavia-Gios | + 6' 49"    |
| 7    | Felipe Yáñez         | Novostil-Helios           | + 7' 41"    |
| 8    | Christian Seznec     | Miko–Mercier–Vivagel      | + 8' 03"    |
| 9    | Fons De Wolf         | Lano–Boule d'Or           | + 10' 01"   |
| 10   | Julián Andiano       | Moliner–Vereco            | + 10' 52"   |
| 11   | Miguel María Lasa    | Moliner–Vereco            |             |
| 12   | Vicente López Carril | Teka                      |             |
| 13   | Raymond Martin       | Miko–Mercier–Vivagel      |             |
| 14   | Alberto Fernández    | Moliner–Vereco            |             |
| 15   | Herman Beysens       | Splendor–Euro Soap        |             |
| 16   | Manuel Esparza Sanz  | Teka                      |             |
| 17   | Vicente Belda        | Transmallorca-Flavia-Gios |             |
| 18   | José Pesarrodona     | Teka                      |             |
| 19   | Ángel Arroyo         | Moliner–Vereco            |             |
| 20   | Juan Pujol Pages     | Transmallorca-Flavia-Gios |             |
| 21   | Ismael Lejarreta     | Novostil-Helios           |             |
| 22   | Carlos Melero        | Moliner–Vereco            |             |
| 23   | Bernardo Alfonsel    | Kas–Campagnolo            |             |
| 24   | Jesús Suárez         | Kas–Campagnolo            |             |
| 25   | Gonzalo Aja Barguin  | Novostil-Helios           |             |